# سیارک ۴۴۲۷
سیارک ۴۴۲۷ (به انگلیسی: 4427 Burnashev، نامگذاری:1971QP1) چهار هزار و چهارصد و بیست و هفتمین سیارک کشف شده‌است که در ۳۰ اوت ۱۹۷۱ کشف شد.
قدر مطلق سیارک برابر ۱۲٫۰۰ است.